# Mielichhoferia lahulensis
Mielichhoferia lahulensis là một loài rêu trong họ Bryaceae. Loài này được R.S. Williams mô tả khoa học đầu tiên năm 1932.